# Zaláta
Zaláta is een plaats (község) en gemeente in het Hongaarse comitaat Baranya. Zaláta telt 318 inwoners (2001).